# Стоян Мезин
Стоян Петров Мезин е български резбар и строител от XIX век.

## Биография
Стоян Мезин е роден в североизточномакедонския град Крива паланка. Занимава се със строителство и резбарство. Негово дело са дървените части на Саат кулата в родния му град. През 80-те години на XIX век работи във Варненско. В 1881 - 1885 година по план, донесен от Варненско, изгражда църквата „Свети Теодор Тирон“ в Конопница. Църквата е с нетипична архитектура - триконхална сграда с купол, като конхите са широки и високи до купола. В църквата Стоян Мезин изрязва сръчно и красиво и царските двери и кръста с разпятието на иконостаса, който има големи, красиво извити листа, които ефектно попълват надиконостасното пространство.